# Arsinoe (figlia di Fegeo)
Arsinoe  (in greco antico: Ἀρσινόη?, Arsinóē) è un personaggio della mitologia greca, figlia di Fegeo re di Psofide (o Psofi) in Arcadia. 
Secondo Pausania i nomi dei tre figli di Fegeo erano Alfesibea, Assione e Temeno, mentre secondo Apollodoro i nomi dei figli (sempre tre) furono Arsinoe, Pronoo ed Agenore. 

Seppur vissute con nomi diversi, le vicende dei tre figli sono comunque simli ed il mito di Arsinoe è molto simile a quello di Alfesibea.

## Mitologia
Fu sposa di Alcmeone, uno degli Epigoni che guidarono la seconda spedizione contro la città di Tebe e marito a cui diede il figlio Clizio.
Alcmeone la ripudiò per sposare un'altra donna ed il padre di Arsinoe (Fegeo) istigò i figli (Agenore e Pronoo) ad uccidere Alcmeone per vendetta.
Alcmeone però, condannò l'omicidio ed i suoi fratelli la portarono a Tegea per venderla come schiava ad Agapenore.